# ينغة حسين (مقاطعة دورود)
ينغة حسين (بالفارسية: ینگه حسین) هي قرية تقع في قسم جان الريفي (مقاطعة دورود) في إيران. يقدر عدد سكانها بـ 27 نسمة بحسب إحصاء 2016.